# Hispa stygia
Hispa stygia es una especie de insecto coleóptero de la familia Chrysomelidae, descrita en 1877 por Chapuis.